# The Greatest (canción)
«The Greatest» "Lo más Grande", es una canción tipo balada de dirección R&B-Pop, que pertenece al tercer álbum de estudio de Michelle Williams "Unexpected". El track es el segundo sencillo del álbum y fue coescrito por Michelle Williams y Rico Love. Es un sencillo doble ya que son los temas Hello Heartbreak y The Greatest. El sencillo en su décima semana se convirtió en número #1 en Estados Unidos y vendió más de 100 000 copias, convirtiéndose disco de oro de USA.

## Video musical
El video musical de la canción fue grabado el día 25 de septiembre en una casa en Los Ángeles California, y su World Video Premiere fue a través de Yahoo.com el día 20 de octubre.
En el video Michelle trata de darle importancia a los hombres que hacen grandes cosas como un bombero, un ganador de juegos olímpicos, un mecánico, un jugador de fútbol americano; mientras ellas aparece cantando en un principio sobre una cama blanca y ella vestida completamente de negro. Luego sale posando en una sesión de fotos con mucha ropa distinta, después de eso sale con un vestido púrpura dentro de la casa y más tarde sale en un sofá con un vestido brillante de gala y también junto a la piscina. Para finalizar, sale corriendo hacia la puerta de la casa y la abre sonríe como viendo a alguien y el video finaliza.

## Canciones del sencillo
1. "The Greatest" (Album Version) – 3:32
2. "The Greatest" (Jason Nevis Radio Edit) – 4:09
3. "The Greatest" (Jason Nevins Extended Club Remix) – 7:03
4. "The Greatest" (Maurice Joshua Nu Soul Remix) – 7:04
5. "The Greatest" (D Roc Mainstream Mixshow Club Remix) – 6:14
6. "The Greatest" (D Roc Mainstream Mixshow Radio Remix) – 3:50
7. "The Greatest" (Mr. Mig Radio Remix) – 4:19
8. "The Greatest" (Mr. Mig Radio Extended Remix) – 7:16
9. "The Greatest" (Maurice's Nu Soul Radio Remix) – 4:39
10. "The Greatest" (Maurice's Nu Soul Main Remix) – 7:09

## Posicionamiento
"The Greatest" entró en Billboard Hot Dance Music/Club Play Chart en la posición número #54 subiendo a la posición número #1 dies semanas después, convirtiéndose en el segundo sencillo de Michelle que es número 1 después de su Hit, We Break the Dawn. El sencillo ganó el disco de oro por más de 100.000 copias vendidas en los Estados Unidos en su tercera semana.
| Listas (2008)                      | Posiciones |
| ---------------------------------- | ---------- |
| U.S. Billboard Hot Dance Club Play | 1          |
| Brazil Hot 30 Dance Club Play      | 6          |
| Polish Hot 100 Chart               | 13         |
| U.S. Billboard Global Dance Tracks | 10         |